# Рудник Макар Прокопович
Руднік Макар Прокопович (1 травня 1923 — 27 жовтня 1993) — повний кавалер ордена Слави, у роки німецько-радянської війни командир відділення розвідки 2 дивізіону 264-го мінометного полку (4-й гвардійський танковий корпус, 60-та армія, 1-й Український фронт).

## Біографія
Макар Прокопович народився 1 травня 1923 року в селі Згарок у селянській родині. Закінчив 5 класів в 1936. У 1939 році поїхав до міста Запоріжжя. Працював електрослюсарем на підприємстві «Южелектромонтаж» i навчався в індустріальному технікумі.
У серпні 1941 року був призваний в Червону Армію ленінським райвійськкоматом міста Запоріжжя. Воював на Південно-Західному та Північно-Кавказькому фронтах. Був тричі поранений, після останнього поранення в вересні 1942 року був комісований, але не дивлячись на це, повернувся в стрій. З серпня 1943 роки воював у складі 264-го мінометного полку 4-го гвардійського танкового корпусу, на Воронезькому, потім 1-му Українському фронтах. У складі цієї частини пройшов до Перемоги, був командиром відділення розвідки.
9 січня 1944 року в районі населеного пункту Липне  під час ворожого артилерійського нальоту загорілася машина з боєприпасами. Не дивлячись на небезпеку молодший сержант Руднік кинувся до палаючих ящиків, вихопив з них міни та ліквідував пожежу. Наказом по частинах 4-го гвардійського танкового корпусу від 25 січня 1944 роки молодший сержант Рудник нагороджений орденом Слави 3-го ступеня.
27 березня 1944 року в районі міста Тернопіль з групою розвідників відбив атаку на спостережному пункті . 30 березня разом з розвідником Мойсеєвим захопив полоненого, який дав цінні відомості. Нагороджений медаллю «За відвагу».
16 липня 1944 року в боях біля села Озерна старший сержант Руднік, перебуваючи на передовій, вів безперервне спостереження за противником. За його цілевказівки було знищено 2 кулемети ворога, що дозволило піхоті значно просунутися вперед. 22 липня у місто Золочів, зайшовши зі своїм відділенням в тил контратакуючої піхоті противника, раптовим вогнем з автомата вніс паніку в його ряди. Убив кілька гітлерівців, 2 взяв у полон. Був представлений до нагородження орденом Слави 2-го ступеня.
До виходу наказу про нагородження встиг ще раз відзначитися. 6 серпня 1944 року в бою в районі населеного пункту Білий Бір перебуваючи на спостережному пункті в безпосередній близькості від противника вів безперервне спостереження і виявив 4 кулеметні точки супротивника, які були знищені вогнем мінометів. Нагороджений другою медаллю «За відвагу». Був поранений, але незабаром повернувся в частину.
18 квітня 1945 при форсуванні річки Шпрее в районі населеного пункту Шпревітц (26 км на південь від міста Котбус) старший сержант Руднік на чолі групи розвідників першим переправився вплав на протилежний берег. У бою за утримання плацдарму вогнем з автомата та гармати знищив не менше 10 ворожих солдатів. 29 квітня в передмісті міста Нойдорф (Німеччина) по його цілевказівки були придушені 2 кулемети і 2 протитанкові гармати.
Наказом по військах 60-ї армії від 29 червня  1945 року старший сержант Руднік нагороджений орденом Слави 1-го ступеня.
День Перемоги зустрів у столиці Чехословаччини, Празі.
У березні 1947 року старшина Руднік був демобілізований, повернувся на батьківщину. Жив в селі Садове. Був нагороджений орденом Вітчизняної війни 1-го ступеня (06.04.1985). Помер 27 жовтня 1993 року. Похований на кладовищі смт Вовковинці.